# Macrothele segmentata
Macrothele segmentata là một loài nhện trong họ Hexathelidae. Loài này phân bố ở Maleisië.